# 静岡麻機テレビ中継局
静岡麻機テレビ中継局（しずおかあさはたテレビちゅうけいきょく）は、静岡県静岡市葵区に置かれていたテレビ中継局。

## 中継局概要

### アナログテレビ放送
| チャンネル 番号 | 放送局名            | 空中線 電力       | ERP                 | 偏波面   | 放送対象地域 | 放送区域 内世帯数 | 運用開始日      |
| --------------- | ------------------- | ----------------- | ------------------- | -------- | ------------ | ----------------- | --------------- |
| 51              | NHK 静岡教育        | 映像1W/ 音声250mW | 映像3.2W/ 音声810mW | 水平偏波 | 全国         | -                 | 1971年 10月29日 |
| 53              | NHK 静岡総合        | 映像1W/ 音声250mW | 映像3.2W/ 音声810mW | 水平偏波 | 静岡県       | -                 | 1971年 10月29日 |
| 55              | SBS 静岡放送        | 映像1W/ 音声250mW | 映像2.8W/ 音声690mW | 水平偏波 | 静岡県       | -                 | 1974年 9月27日  |
| 57              | SUT テレビ静岡      | 映像1W/ 音声250mW | 映像3W/ 音声740mW   | 水平偏波 | 静岡県       | -                 | 1971年 12月23日 |
| 59              | SATV 静岡朝日テレビ | 映像1W/ 音声250mW | 映像2.3W/ 音声590mW | 水平偏波 | 静岡県       | -                 | 1978年 12月27日 |
| 61              | SDT 静岡第一テレビ  | 映像1W/ 音声250mW | 映像2.3W/ 音声590mW | 水平偏波 | 静岡県       | -                 | 1979年 6月30日  |

- 所在地： 静岡市葵区羽高[4]
- 2011年7月24日をもってすべて廃止された。なお、デジタルテレビ放送については静岡親局によってカバーされるため[6]、中継局が設置されなかった。